# Кишкин, Андрей Петрович
Андрей Петрович Кишкин (20 февраля 1924 — 13 октября 1983) — участник Великой Отечественной войны, управляющий отделением зернового совхоза «Завьяловский» Министерства совхозов СССР, Тогучинский район Новосибирской области. Герой Социалистического Труда (1.04.1948).

## Биография
Родился 20 февраля 1924 года в деревне Пресновка ныне Оконешниковского района Омской области в крестьянской семье. Русский. 
Трудовую деятельность Андрей начал с ранних лет и трудился до ухода на войну в 1942 году. Красноармеец Кишкин А. П. воевал в 459-м стрелковом полку в составе 42-й стрелковой дивизии. Дивизия вела ожесточённые оборонительные боевые действия в Тульской, затем в Калужской областях. После изнуряющей Ржевской битвы, командир дивизии полковник Мультан Н. Н. сообщил о безвозвратных потерях. В числе погибших и похороненных в д. Куркино Спас-Деменского района числился и Кишкин А. П.. Но воин после тяжёлого ранения выжил и в 1943 году, после демобилизации, переехал в Тогучинский район Новосибирской области.
Стал работать агротехником 1-го отделения в организованном в Тогучинском районе зерновом совхозе «Завьяловский». Работу совмещал с учёбой на курсах повышения квалификации. Член ВКП(б)/КПСС с 1945 года.
В 1947—1955 годах — управляющий 1-м отделением совхоза. Постоянно боролся за высокие урожаи и показатели хлебосдачи, следил за ремонтом машин и инвентаря. Часто во время уборки садился за штурвал комбайна. Выполнял и перевыполнял планы народнохозяйственного развития, твёрдо руководил 1-м отделением совхоза.
Указом Президиума Верховного Совета СССР от 1 апреля 1948 года за получение высоких урожаев ржи, выполнение совхозом плана сдачи государству сельскохозяйственных продуктов в 1947 году и обеспечение семенами зерновых культур для весеннего сева 1948 года Кишкину Андрею Петровичу присвоено звание Героя Социалистического Труда с вручением ордена Ленина и золотой медали «Серп и Молот».
В 1967 году налаживал работу в совхозе «Сурковский». Долгие годы был председателем профсоюзного комитета совхоза. Он отдавал все силы, энергию и опыт совхозному производству. Его отличало большое трудолюбие, простота, скромность и внимательное отношение к коллегам по работе.
Неоднократно избирался членом районного комитета КПСС, депутатом районного и сельского Советов депутатов трудящихся.
Жил и работал в селе Сурково Тогучинского района. 
Скончался 13 октября 1983 года. Похоронен на кладбище в селе Родники Шахтинского сельского совета Тогучинский район Новосибирской области, России.

## Награды
- Золотая медаль «Серп и Молот» (1.04.1948)
- Орден Ленина (1.04.1948)[3]
- Орден Отечественной войны II степени (15.11.1977)[3]
- Медаль «В ознаменование 100-летия со дня рождения Владимира Ильича Ленина» (6 апреля 1970)
- Медаль «За доблестный труд»
- Медаль «За победу над Германией в Великой Отечественной войне 1941—1945 гг.» (9 мая 1945[4])[5]
- Юбилейная медаль «Двадцать лет Победы в Великой Отечественной войне 1941—1945 гг.» (7 мая 1965[6])
- Юбилейная медаль «Тридцать лет Победы в Великой Отечественной войне 1941—1945 гг.»[7]
- Медаль «Ветеран труда»
- Медаль «30 лет Советской Армии и Флота»[8]
- Юбилейная медаль «40 лет Вооружённых Сил СССР»[9]
- Юбилейная медаль «50 лет Вооружённых Сил СССР» (26 декабря 1967[10])
- Юбилейная медаль «60 лет Вооружённых Сил СССР» (28 января 1978[11])

- Знак «Гвардия»
- Знак МО СССР «25 лет Победы в Великой Отечественной войне» (24 апреля 1970)

## Память
- На могиле установлен надгробный памятник
- Его имя увековечено в Главном Храме Вооружённых сил России, и навсегда запечатлено на мемориале «Дорога памяти» Архивная копия от 8 июля 2020 на Wayback Machine
- Его имя увековечено на мемориале Героям Советского Союза и Героям Социалистического Труда в городе Тогучин.